# Bitwa pod Towton

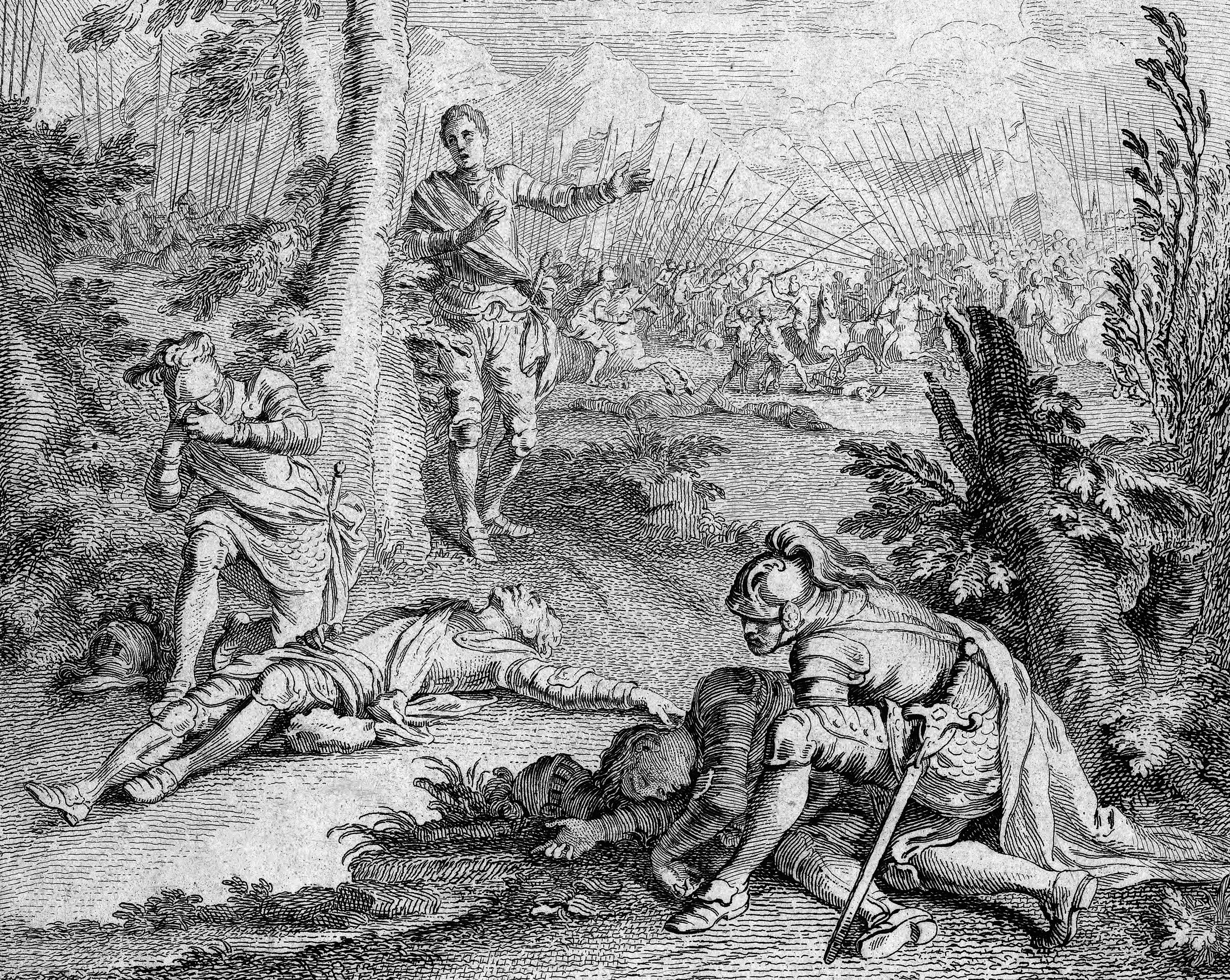
William Shakespeare wykorzystał bitwę pod Towton, aby zilustrować tragedię wojny domowej. W kronice Henryk VI, część 3 ojciec odkrywa, że zabił własnego syna, a syn odkrywa, że zabił własnego ojca

Bitwa pod Towton (ang. Battle of Towton) – decydująca bitwa pierwszego etapu Wojny Dwóch Róż (rywalizacji Lancasterów i Yorków) stoczona 29 marca 1461 roku, będąca jednocześnie jednym z najkrwawszych i najokrutniejszych starć średniowiecza.

## Bitwa
Źródła współczesne twierdzą, że liczba żołnierzy pod Towton po każdej stronie wynosiła setki tysięcy, przy czym uważa się, że liczby te są przesadzone, a historycy twierdzą że bardziej prawdopodobna jest łączna liczba 50–65 tysięcy żołnierzy, co stanowiło od jednego do dwóch procent populacji Anglii w tamtym czasie. Analiza 50 szkieletów żołnierzy znalezionych w masowych grobach w latach 1996–2003 wykazała, że większość z nich miała od 24 do 30 lat, a wielu było weteranami poprzednich bitew.
Jako pierwsi zaatakowali łucznicy Yorków, którzy wysunęli się do przodu i wystrzelili salwę strzał ze swoich długich angielskich łuków mając wiatr wiejący w plecy – ich strzały poleciały dalej niż zwykle, wbijając się głęboko w masy żołnierzy Lancasterów stojących na zboczu wzgórza. Odpowiedź łuczników Lancasterów była nieskuteczna, ponieważ silny wiatr wiał im śniegiem w twarze, dlatego też trudno im było ocenić odległość i wybrać cele, a ich strzały nie trafiały w szeregi Yorków którzy cofnęli się, unikając w ten sposób ofiar. Nie mogąc zaobserwować rezultatów, Lancasterowie wypuścili strzały, dopóki większość nie została wykorzystana, pozostawiając przed Yorkami najeżony strzałami teren.
Po tym, jak Lancasterowie przestali wypuszczać strzały, łucznicy Yorków znów wystąpili do przodu i strzelali. Kiedy wyczerpali amunicję, Yorkowie wyciągali strzały z ziemi wypuszczone przez wrogów i kontynuowali strzelanie. Będąc atakowani bez żadnej własnej skutecznej odpowiedzi, Lancasterowie ruszyli ze swoich pozycji, aby stoczyć z Yorkami walkę wręcz. Widząc zbliżającą się masę ludzi, łucznicy Yorków wystrzelili jeszcze kilka salw, zanim wycofali się za szeregi swoich żołnierzy w zbrojach, pozostawiając tysiące strzał na ziemi, aby utrudnić atak Lancasterom.
Gdy Yorkowie przegrupowali swoje szeregi, aby przyjąć atak Lancasterów, ich lewa flanka została zaatakowana przez kawalerię. Na lewym skrzydle Yorków zapanował chaos, a żołnierze zaczęli uciekać. Król Edward IV musiał przejąć dowództwo nad lewym skrzydłem, aby uratować sytuację. Armie starły się, a łucznicy strzelali do żołnierskiej masy z bliskiej odległości. Lancasterowie nieustannie rzucali do walki świeże odwody i stopniowo liczebnie słabsza armia Yorków została zmuszona do ustąpienia pola i wycofania się południowym grzbietem.
Walki które do tego momentu trwały trzy godziny, nie przyniosły rozstrzygnięcia do chwili przybycia świeżych wojsk Yorków, którzy kryli się przed wrogiem, dopóki nie osiągnęli szczytu grzbietu i nie zaatakowali lewego skrzydła Lancasterów. Lancasterowie nadal walczyli, ale przewagę zaczęli mieć Yorkowie. Pod koniec dnia linia Lancasterów rozpadła się, a małe grupy żołnierzy zaczęły uciekać, ratując życie. 
Zmęczeni Lancasterowie zrzucili hełmy i zbroje, by biec szybciej. Bez takiej ochrony byli o wiele bardziej podatni na ataki Yorków. Uciekając, wielu Lancasterów zostało ściętych od tyłu lub zabitych po poddaniu się. Przed bitwą obie strony wydały rozkaz, by nie okazywać litości, a Yorkowie nie mieli ochoty, by oszczędzać kogokolwiek po długiej, wyczerpującej walce. Wielu Lancasterów również miało otrzymać znaczne nagrody za głowy Yorków. 42 rycerzy zostało zabitych po tym, jak zostali wzięci do niewoli. Bitwa trwała łącznie 10 godzin.

## Straty
W 1996 roku robotnicy na placu budowy we wsi Towton odkryli masowy grób, w którym, jak sądzili archeolodzy, znajdowały się szczątki mężczyzn zabitych w trakcie lub po bitwie w 1461 roku. Ciała wykazywały poważne obrażenia górnej części tułowia; ramiona i czaszki były popękane lub roztrzaskane. Jedne szczątki miały przeciętą przednią część czaszki: broń przecięła twarz, zadając głęboką ranę, która rozszczepiła kość. Czaszka została również przebita poziomym cięciem ostrza przez plecy.
Lancasterowie stracili więcej żołnierzy w czasie ucieczki niż na polu bitwy. Żołnierze uciekający przez rzekę zostali wciągnięci przez prądy i utonęli. Ci, którzy się miotali, byli deptani i spychani pod wodę przez swoich towarzyszy, uciekających przed Yorkami. Gdy Lancasterowie uciekali przez rzekę, łucznicy Yorków dojeżdżali do wysokich punktów obserwacyjnych i strzelali do nich z łuków. Zabici zaczęli się piętrzyć, a kroniki stwierdzają, że Lancasterowie ostatecznie uciekli przez te „mosty” ciał. Pościg trwał dalej na północ przez rzekę Wharfe, lecz most nad rzeką zawalił się pod naporem ludzi i wielu utonęło, próbując przejść. Ci, którzy ukryli się w miastach Tadcaster i York, zostali wytropieni i zabici.
Biuletyn z 4 kwietnia 1461 roku podawał szeroko rozpowszechnioną liczbę 28 tysięcy ofiar w bitwie, co według historyków jest przesadzone. Liczba ta została zaczerpnięta z szacunków heroldów dotyczących poległych i pojawiła się w listach króla Edwarda IV i biskupa Salisbury, Richarda Beauchampa. Współczesne szacunki określają straty Yorków na 3–4,5 tysiąca żołnierzy, zaś Lancasterów na 6–8,5 tysiąca zabitych. 